# Исопеску-Грекуль, Константин
Константин Исопеску-Грекуль (1871—1938) — румынский и австро-венгерский государственный деятель. Он представлял регион Буковины и румынский избирательный округ в австрийской Палате депутатов с 1907 года и был известен как ведущий правовой реформатор и умеренный политик. Являясь противником радикальных форм румынского национализма, Исопеску-Грекуль стремился, главным образом, к получению автономного статуса для румын — в рамках реформированного австрийского государства. Его «лоялизм» был вознагражден австрийскими властями. В 1908 году он принял участие в создании Независимой партии, которая поддерживала подобную умеренную программу. Позже он сблизился с Айансом Флондора (рум. Iancu Flondor), поддерживая его консервативный подход к национальным проблемам Австро-венгерской монархии.
Позиция Исопеску-Грекуля стала ближе к националистической во время Первой мировой войны: он открыто осудил преследование румын в Трансильвании, и был разочарован предложением австрийских властей объединить Буковину и Украинскую Народную Республику. В конце 1918 года он продолжал рассматривать независимость или автономию Трансильвании и Буковины — в противовес союзу с Королевством Румыния — как путь развития региона, содействуя тем самым политике президента США Вудро Вильсона. После начала беспорядков в Вене, Исопеску-Грекуль и Иулиу Маниу организовали вооруженный силы из румын. Когда процесс объединения Трансильвании и Буковины стал неизбежным, он принял этот результат и продолжил выступать в качестве румынского посла в Вене и Праге — в основной период Венгерско-румынской войны.
В 1920 году Константин Исопеску-Грекуль вернулся в Буковину в качестве советника румынского правительства и лесопромышленника. Он вернулся в политику через восемь лет, присоединившись к Национал-цэрэнистской партии и некоторое время являлся депутатом парламента. В 1930—1933 годах он занимал должность ректора университета в Черновцах и представлял данное учреждение в Сенате Румынии.

## Биография

### Ранняя жизнь и карьера

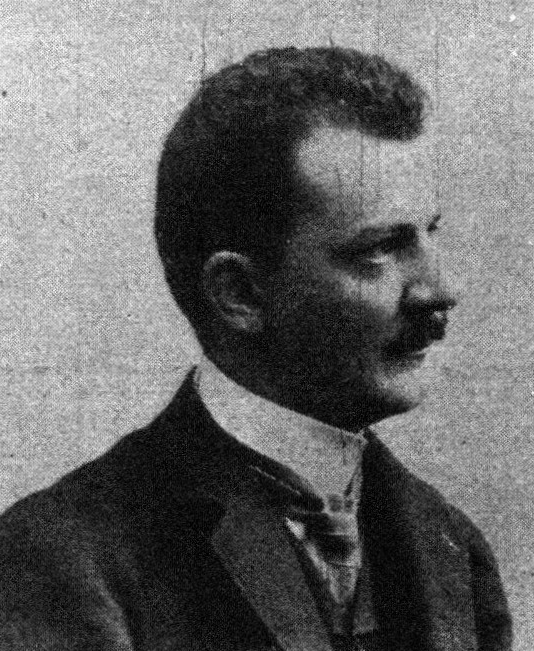
К. Исопеску-Грекуль до 1907 года

Константин Исопеску-Грекуль родился в дворянской семье этнических румын в Черновцах; его отец, Димитрий (ум. 1901), был в директором средней школы, а дед по отцовской линии — румынским православным священником. Мать Константина, Аглая, была дочерью архимандрита и, одновременно, правительственного чиновника. У Константина было три сестры.
Исопеску-Грекуль учился в школе в своем родном городе, а затем поступил в университет в Черновцах. Около 1892 года он стал печататься в местной прессе. Иногда он подписывался, как Константин Верди, или просто — Верди. Используя тот же псевдоним, он опубликовал свои первые поэтические произведения. Получив докторскую степень в области права в 1897 году, он поступил в магистратуру и стал служащим в суде. После этого он стал прокурором в Черновцах. С 1905 года Константин был доцентом уголовного права в своей альма-матер, дослужившись до полного профессора в 1909 году. Он женился в 1897 году; в семье вскоре появились сын и дочь.
Кроме того, в 1897 году, Исопеску-Грекуль дебютировал в политике — как один из членов-основателей Румынской национальной партии Буковины. Его статьи печатались практически во всех газетах и журналах Черновцов, а также — и в румынских изданиях в других частях Австро-Венгрии и в Королевстве Румыния. Последние были иногда подписаны как «буковинский румын».
Его научные труды были сфокусированы в сфере регулирования «хищнического кредитования», которое в те годы было главной темой правовой и экономической озабоченности всего региона. Он активно публиковал свои работы о «ростовщичестве» и австрийском уголовном кодексе. На выборах 1907 года Исопеску-Грекуль прошёл в Палату австрийских депутатов. В этот период его воспринимали как одного из самых верных румынских подданных Австрии. Позже он основал Независимую партию, просуществовавшую недолго.
На протяжении большей части своей дальнейшей карьеры он был президентом группы депутатов Румынии — состоявшей из четырех членов Палаты представителей в Вене — а в 1909 году стал одним из основателей парламентского «Латинского союза» в союзе с итальянскими депутатами.
В 1911 году он переизбрался на парламентских выборах, победив Флорею Лупу — демократического банкира-крестьянина — в жаркой кампании, в ходе которой Константин был даже ранен во время встречи с избирателями своего политического противника. Тогда же он также выпустил газету Unirea Naţională, в которой утверждалось, что Лупу намерен уничтожить сеть румынских банков в Буковине.

### Первая мировая война
Получивший юридическое образование Изопеску-Грекул потратил много времени на реформирование устаревшего военного уголовного кодекса страны и помог написать новый. Однако в родном регионе его критиковали за поддержку законопроекта о призыве на военную службу. По окончании Первой Балканской войны Исопеску-Грекул использовал свои контакты в Румынии, чтобы пропагандировать любимое дело: государственность для румын.
Константин поддерживал «статус-кво» на ранних этапах Первой мировой войны — в то время как Румыния оставалась враждебно-нейтральной по отношению к Австрии. Он открыто не одобрял буковинцев, выступавших за союз с Румынией.